# Datació de la Bíblia

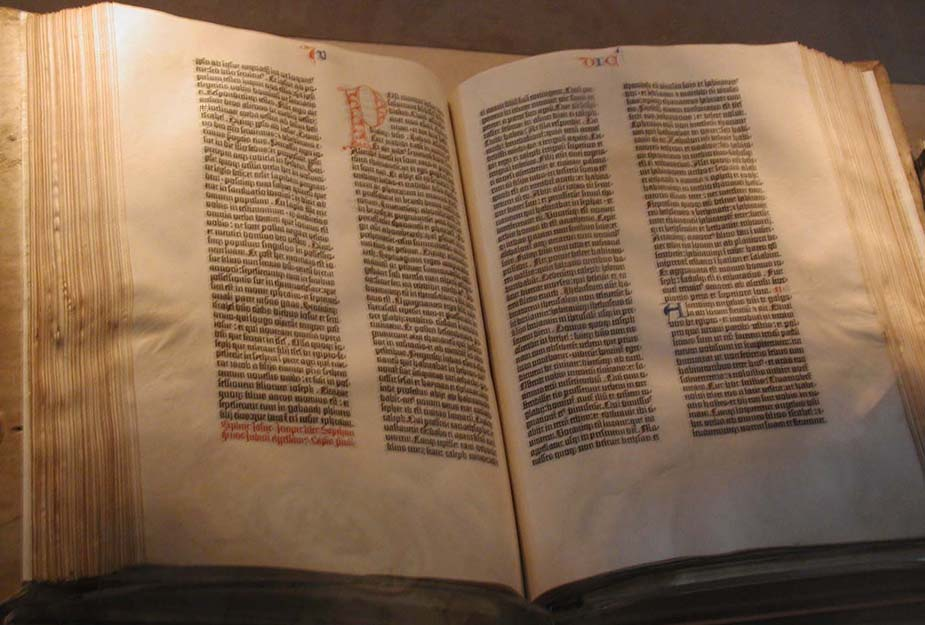
La Bíblia de Gutenberg (Vulgate), primera Bíblia impresa, a la Biblioteca del Congrés, Washington DC.

La datació de la Bíblia consisteix en determinar el període de composició i de redacció de cada llibre que la compon, i si és possible, de cada unitat textual de què es componen els llibres. Aquesta recerca intenta, doncs, determinar quan, qui i on es va escriure la Bíblia.
La Bíblia és una compilació de textos escrits o editats en èpoques diferents. La Bíblia hebrea comprèn tres parts, que es van constituir gradualment. De més antic a més recent, són la Torà (תּוֹרָה, la Llei o Pentateuc), els Neviïm (נביאים, els Profetes) i els Ketuvim (כתובים els Altres Escrits o Hagiografies). A aquesta llista també s'hi afegeixen els Llibres Deuterocanònics del Catolicisme, així com el Nou Testament, propi dels cristians.
Des del segle xix, les excavacions arqueològic a l'Orient Mitjà han proporcionat nous elements sobre el context en què la Bíblia va prendre forma. Aquests descobriments permeten precisar millor la història dels regnes d'Israel i de Juda, fet que ajuda a entendre millor la formació del text bíblic que s'hi inscriu. La tradició de fer Moisès l'autor de la Torà, de David l'autor dels Salms i de Salomó dels Proverbis s'ha denegat, i s'està produint un nou enfocament històric i crític, amb una base més històrica i científica que religiosa.
La datació dels textos bíblics depèn de mètodes com la filologia, la paleografia, la comparació amb altres textos antics i l'arqueologia. Les dates de redacció dels textos de la Bíblia hebraica de vegades són difícils d'establir, i certes datacions són objecte de debat entre els especialistes. La majoria d'ells concedeixen tanmateix en situar la seva redacció entre els segles VIII i II aC, i la del Nou Testament entre la meitat del segle I i el segle ii.
El objecte més antic sobre el qual es troba un text bíblic és l'amulet de Ketef Hinnom, datat del 600 aC. El manuscrit més antic de la Bíblia hebraica trobat probablement és el fragment d'un rotllo dels llibres de Samuel, que data de la meitat o de finals del segle iii aC, i trobat a Qumrân a Cisjordània. El text més antic del Nou Testament que s'ha trobat és el papir P52 de la biblioteca Rylands, que conté un fragment de l'Evangeli segons Joan, que data de la primera meitat del segle ii. Les versions més antigues relativament completes dels escrits de l'Antic Testament redactats en grec que han arribat són dues còpies de la Septuaginta que daten del segle IV: el Còdex Sinaiticus i el Còdex Vaticanus. Des que una part del Còdex d'Alep es va perdre l'any 1947, el manuscrit complet més antic de la Mesorah, que serveix de base de les edicions de les Bíblies modernes, és el Còdex Leningradensis, que data del segle xi.

## Mètodes de datació

La situació geopolítica a l'Orient Mitjà cap al 1200 aC, al final de l'Edat del Bronze Final.

Com que cap manuscrit original de la Bíblia no ha sobreviscut fins avui dia, la datació ha de basar-se en l'anàlisi del text mateix així com del mitjà pel qual ha pres forma. Aquest coneixement fa intervenir la crítica filològica i l'anàlisi redaccional, la comparació amb altres textos antics, la investigació de testimonis textuals, i l'arqueologia. Utilitzades conjuntament, aquestes tècniques permeten d'aixecar un quadre més o menys complet de la història del text.
L'anàlisi critica confirma que la majoria dels llibres bíblics no es van escriure completament per una sola persona, sinó que han sofert reescriptures més o menys importants al llarg de la seva història. Bona part s'han construït, doncs, com a reculls de tradicions o de fragments separats, posteriorment agrupats i connectats per formar un tot coherent. Després es poden completar, tornar a treballar o actualitzar segons les necessitats o opcions teològiques del moment.
El descobriment i el desxifratge a finals del segle xix dels textos d'Accadi s'assemblen molt als relats bíblics; durant el segle XX els manuscrits de la mar Morta van canviar la visió tradicional de la Bíblia. L'arqueologia, d'altra banda, va permetre als exegetes establir hipòtesis més precises i fiables. Sembla que s'ha aconseguit traçar l'origen de la història del text, exceptuant algunes dates restants.

## Manuscrits més antics

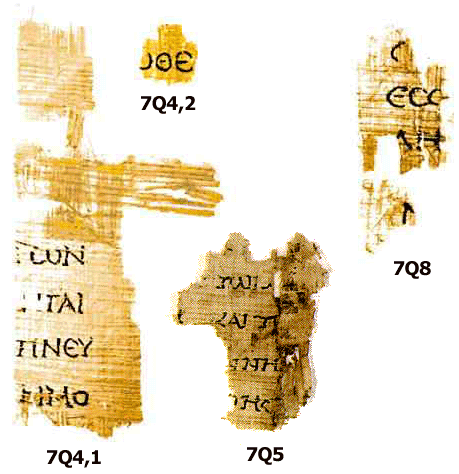
Fragments trobats a Qumrân.

Els conjunts de textos més antics de la Tanakh s'han trobat entre els Manuscrits de la mar Morta, i s'han datat entre els segles iii i I aC; l'investigador Frank Moore Cross va datar un petit fragment del Llibre de Samuel (4QSamb) de finals del segle iii. Tots els llibres de la Tanakh, excepte el Llibre d'Ester, es troben a la documentació de Qumran, alguns en diversos exemplars, altres en fragments.
Entre els més antics manuscrits grecs hi ha fragments del Levític i del Deuteronomi de la Septuaginta que daten del segle ii aC, així com els fragments de la Gènesi, de l'Èxode, dels Nombres, i dels profetes menors que daten del segle I aC. Els manuscrits antics relativament complets de la Septuaginta són, entre d'altres, el Còdex Vaticanus (segle iv), el Còdex Sinaiticus (segle iv) i el Còdex Alexandrinus (segle v). Aquests són els manuscrits gairebé complets més antics de l'Antic Testament, totes les llengües combinades. El Pentateuc Samarità, que hauria aparegut durant la dinastia dels asmoneus, és també un manuscrit bíblic antic. Com la Peixitta, aquesta última sent una traducció de la Bíblia cristiana en siríac acabada aparentment durant el segle iv.
Tradicionalment, el text masotèric de la Torà s'ha considerat del segle iv, però els més antics manuscrits complets (o gairebé complets) són el Còdex d'Alep (cap a 920) i el Còdex de Leningrad (1008).

## Historicitat de la Bíblia

### Qüestionament de la tradició
Durant segles, els lectors de la Bíblia van considerar majoritàriament que era la paraula inspirada de Déu, que hauria dictat als savis, profetes i sacerdots israelites. Per tant, la tradició atribueix la redacció del Pentateuc a Moisès; els llibres de Josuè, dels Jutges i de Samuel es consideren documents sagrats recopilats pel profeta Samuel; Jeremies és vist com l'autor del primer i el segon llibre dels Reis, David com el del dels Psalms, i Salomó com el dels Proverbis i el Càntic dels Càntics. La Bíblia es considera d'origen diví, i la veracitat històrica del text no és qüestionada. Aquesta tradició es remunta a l'antiguitat. Tanmateix, durant aquest període, ´es comú fer servir la pseudoepigrafia, tècnica que consisteix en atribuir un text escrit recentment a un autor il·lustre, de vegades desaparegut o fins i tot imaginari. Actualment, s'accepte en cercles acadèmics que aquest procés també preval en la tradició bíblica. Així, la tradició judeocristiana atribueix els llibres de l'Antic Testament a diferents autors com s'ha mencionat anteriorment.

## Taula I: Perspectiva cronològica
Aquesta taula resumeix la cronologia de les principals taules i serveix com a guia dels diferents períodes històrics mencionats. Una gran part de la Bíblia hebrea es podria haver compost el segle V a.C. Els llibres del Nou Testament van ser compostos en gran part durant la segona meitat del segle I d.C. Els Llibres Deuterocanònics van ser escrits entre aquests segles.
| Període                                                 | Llibres |
| ------------------------------------------------------- | --- |
| Monarquia Segles VII-VII a.C. c. 745–586 a.C.           | - Finals del segle viii aC - principis del segle vii aC: Amós (primera meitat, immediatament abans de l'expansió d'Assíria c. 645 a.C.); "Isaïes" (Isaïes 1–39), Osees, Miquees (segona meitat). - Segle VII: Nahum (basat en l'assumpció de la caiguda de Tebes i el pronòstic de la destrucció de Nínive), Sofonies (durant el regnat de Josies, c. 649–609 a.C.), Habacuc (possiblement poc abans de la batalla de Carquemix, 605 a.C.); primera edició de la història Deuteromònica (llibres de Josuè/Jutges/Samuel/Reis) durant el regnat de Josiah; Deuteronomi 5–26 en el regnat de Josiah. |
| Exili Segle VI a.C. 586–539 a.C.                        | - Nucli d'Abdies cap a la caiguda de Jerusalem, 586 a.C. - Finalització de la història Deuteromònica (llibres de Josuè/Jutges/Samuel/Reis). - Deuteronomi s'expandeix amb l'afegit dels capítols 1-4 i 29-30 com a introducció de la història deuteromònica. - Jeremies actiu en l'última dècada del segle 7 a.C. i primeres dècades del segle vi aC; - Ezequiel actiu a Babilònia 592–571 a.C.; - "Segon Isaïes" (autor d'Isaïes 40–55) actiu a Babilònia cap a la meitat del segle. - Expansió i reestructuració de Osees, Amós, Miquees i Sofonies. - Possible col·lecció primitiva dels Salms (salms "de David"), finalitzat amb Salms 89. |
| Post-exili Persa Segles V-IV a.C. 538–330 a.C.          | - Torà (llibres de Gènesi/Èxode/Levític/Nombres), amb 250 a.C. com a terminus ad quem (última data possible) per la producció del text final sobre la base de les proves del manuscrit existent. - Deuteronomi revisat amb expansions als capítols 19–25 i s'afegeix el capítol 27 i 31–34 com a conclusió de la Torà. - "Tercer Isaïes" (Isaïes 56–66) - Versió posterior (la versió hebrea masorètica) de Jeremies - Ageu (datat al llibre mateix al segon any del regnat del rei persa Darios al 520 a.C.), - Zacaries (capítols 1–8 contemporari amb Ageu, capítols 9–14 del segle V a.C.), - Malaquies (segle V a.C., contemporani o immediatament anterior a les missions de Nehemies i Esdres) - Cròniques (entre 400–250 a.C., probablement en el període de 350–300 a.C.), - Orígens d'Esdres-Nehemies (podria haver arribat a la seva forma definitiva durant el període ptolemaic, c. 300–200 a.C.). |
| Post-exili Hel·lenístic Segles III-II a.C. 330–164 a.C. | - Job, Eclesiastès i el Càntic dels càntics (hauria pogut ser escrit al segle IV a.C. o fins i tot al segle V a.C., però sembla que reflecteixin contacte amb la cultura grega). - Llibre de Jonàs (persa o hel·lenístic, no posterior al segle II a.C.). - La gran majoria de salms individuals formen el tercer i últim Llibre dels Salms. |
| Macabeus/Asmoneus Segles II-I a.C. 164–4 a.C.           | - Daniel (164 a.C., combinant visions escrites recents de l'època, capítols 7–12, amb els relats perses i hel·lenístics dels capítols 1–6). - Primer llibre dels Macabeus/Segon llibre dels Macabeus/Tercer llibre dels Macabeus/possiblement Quart llibre dels Macabeus; Tobies, Judit, Addicions a Daniel i Addicions a Ester. - Llibre de la Saviesa de Salomó finals del segle I a.C. o principis o mitjans del segle I d.C. |
| Romà A partir del segle I d.C. després de l'any 4 a.C.  | - Quart llibre dels Macabeus (després de 63 a.C., probablement a mitjans del segle I d.C.). - Llibre de la Saviesa de Salomó (finals del segle I a.C. o principis o mitjans del segle I d.C.). - Nou Testament (entre c. 50–110 d.C. – mirar Taula IV). |